# Saison 11 de Dancing with the Stars
Vous pouvez aider à l'améliorer ou bien discuter des problèmes sur sa page de discussion.
- Il n'est pas vérifiable et peut contenir des informations totalement erronées. Il est fortement conseillé aux contributeurs d'étayer son contenu par des sources fiables. Sans cela, sa suppression pourrait être envisagée. (si vous venez d'apposer le bandeau, veuillez cliquer sur ce lien pour créer la discussion et en afficher les indications). (Marqué depuis février 2025)
- Il peut contenir un travail inédit ou des déclarations non vérifiées. Vous pouvez l’améliorer en ajoutant des références. (Marqué depuis juin 2024)

- Archive Wikiwix
- Bing
- Cairn
- DuckDuckGo
- E. Universalis
- Gallica
- Google
- G. Books
- G. News
- G. Scholar
- Persée
- Qwant
- (zh) Baidu
- (ru) Yandex
- (wd) trouver des œuvres sur Wikidata

Vous pouvez aider à l'améliorer ou bien discuter des problèmes sur sa page de discussion.
- Son admissibilité est à vérifier. Motif : manque de sources et de contenu notable, qui peut être éventuellement transféré dans l'article principal. Vous êtes invité à le compléter pour expliciter son admissibilité, en y apportant des sources secondaires de qualité. (Marqué depuis février 2025)
- Il ne cite pas suffisamment ses sources. Vous pouvez indiquer les passages à sourcer avec {{référence nécessaire}} ou {{Référence souhaitée}}, et inclure les références utiles en les liant aux notes de bas de page. (Marqué depuis juin 2016)
- Certaines de ses couleurs nuisent à son accessibilité et ne respectent pas la charte graphique. Les couleurs ne sont pas interdites, mais il est conseillé d'en faire un usage modéré qui respecte les normes d'accessibilité. (Marqué depuis février 2025)
- Son texte doit être wikifié : il ne correspond pas à la mise en forme Wikipédia (style, typographie, liens internes, liens entre les wikis, etc.). (Marqué depuis février 2025)

- Archive Wikiwix
- Bing
- Cairn
- DuckDuckGo
- E. Universalis
- Gallica
- Google
- G. Books
- G. News
- G. Scholar
- Persée
- Qwant
- (zh) Baidu
- (ru) Yandex
- (wd) trouver des œuvres sur Wikidata

La onzième saison de Dancing with the Stars, émission américaine de télé réalité musicale, est commencé le 20 septembre 2010 sur le réseau ABC et s'est terminé le 23 novembre 2010 . Cette émission est animée par Tom Bergeron et Brooke Burke.
La star de télé-réalité Bristol Palin est arrivé en troisième position, suivie de l'acteur et rappeur Kyle Massey en seconde position.
La victoire est revenue à l'actrice Jennifer Grey.

## Couples
Pour la saison 11 de Dancing With The Stars 12 couples formés d'une star et d'un danseur professionnel s'affronteront.:
| Star                            | Occupation                   | Danseur             | Statut                        |
| ------------------------------- | ---------------------------- | ------------------- | ----------------------------- |
| Jennifer Grey                   | Actrice                      | Derek Hough         | Vainqueur le 23 novembre 2010 |
| Kyle Massey                     | Acteur                       | Lacey Schwimmer     | Deuxième le 23 novembre 2010  |
| Bristol Palin                   | Star de Télé-Réalité         | Mark Ballas         | Troisième le 23 novembre 2010 |
| Brandy Norwood                  | Chanteuse et Actrice         | Maksim Chmerkovskiy | Éliminée le 16 novembre 2010  |
| Kurt Warner                     | Joueur de Football Américain | Anna Trebunskaya    | Éliminé le 9 novembre 2010    |
| Rick Fox                        | Ancien Basketteur            | Cheryl Burke        | Éliminé le 2 novembre 2010    |
| Audrina Patridge                | Star de Télé-Réalité         | Tony Dovolani       | Éliminée le 26 octobre 2010   |
| Florence Henderson              | Actrice                      | Corky Ballas        | Éliminée le 19 octobre 2010   |
| Mike Sorrentino (The Situation) | Star de Télé-Réalité         | Karina Smirnoff     | Éliminé le 12 octobre 2010    |
| Margaret Cho                    | Actrice                      | Louis Van Amstel    | Éliminée le 5 octobre 2010    |
| Michael Bolton                  | Chanteur                     | Chelsie Hightower   | Éliminé le 28 septembre 2010  |
| David Hasselhoff                | Acteur                       | Kym Johnson         | Éliminé le 21 septembre 2010  |

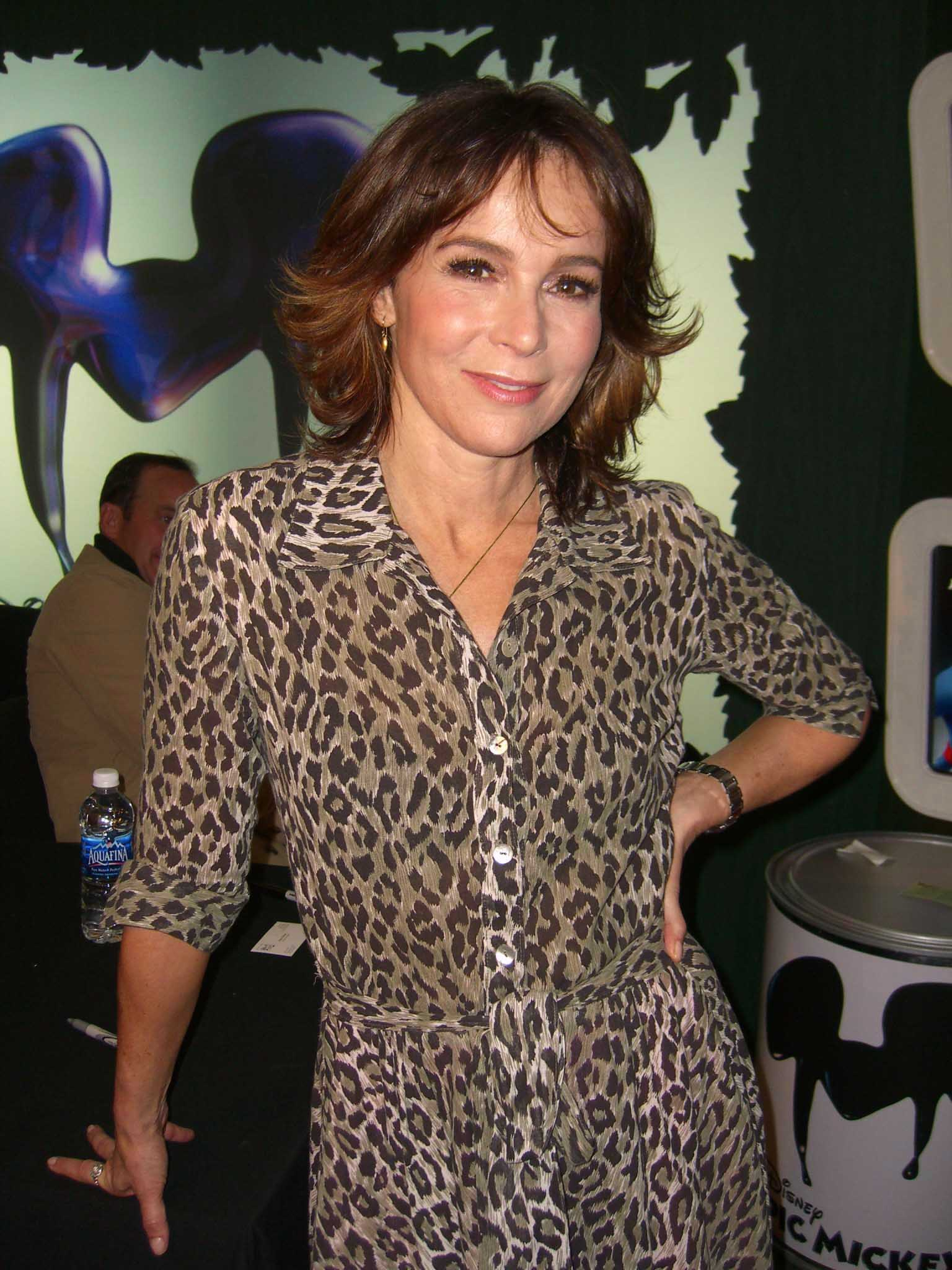
Jennifer Grey
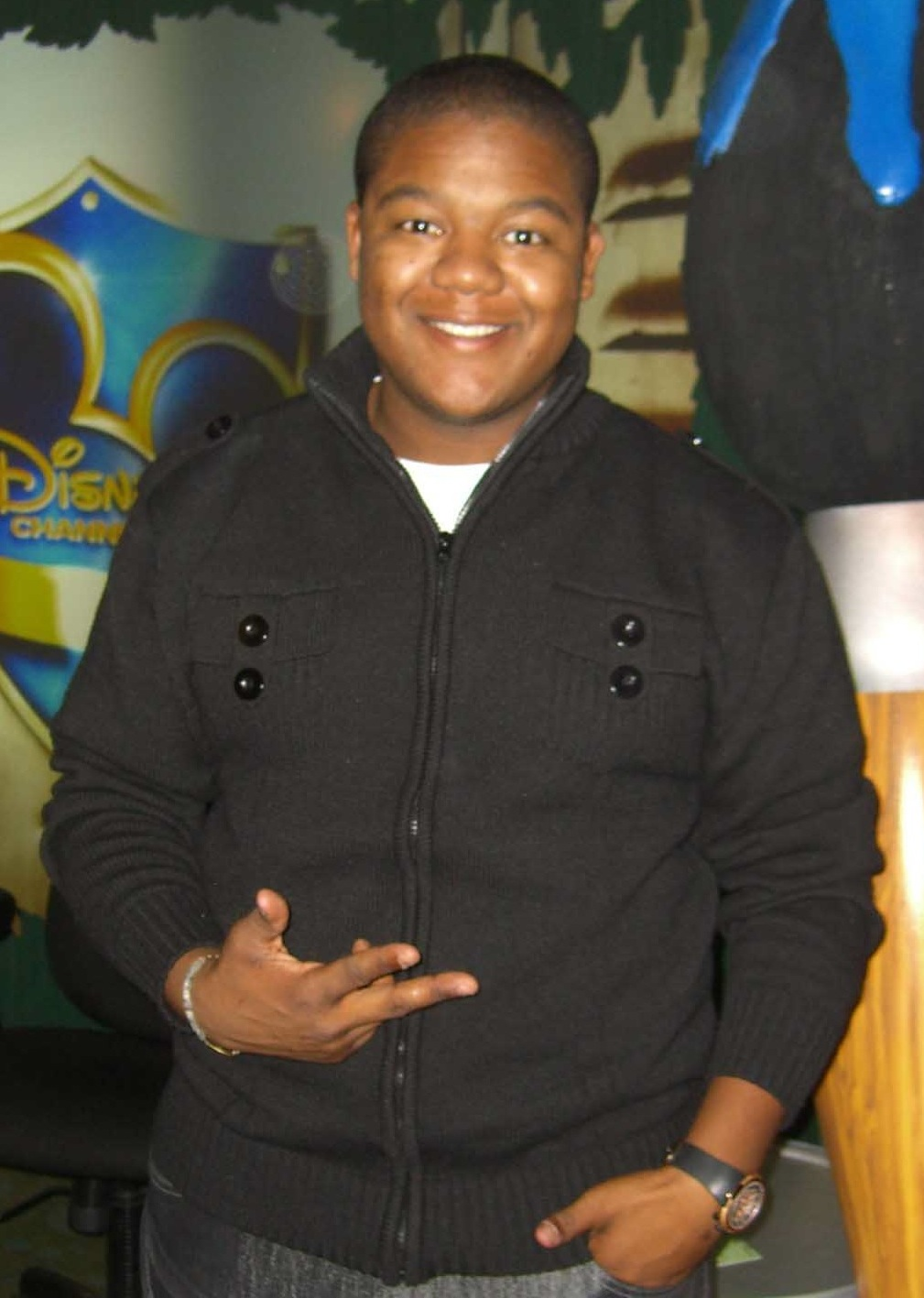
Kyle Massey
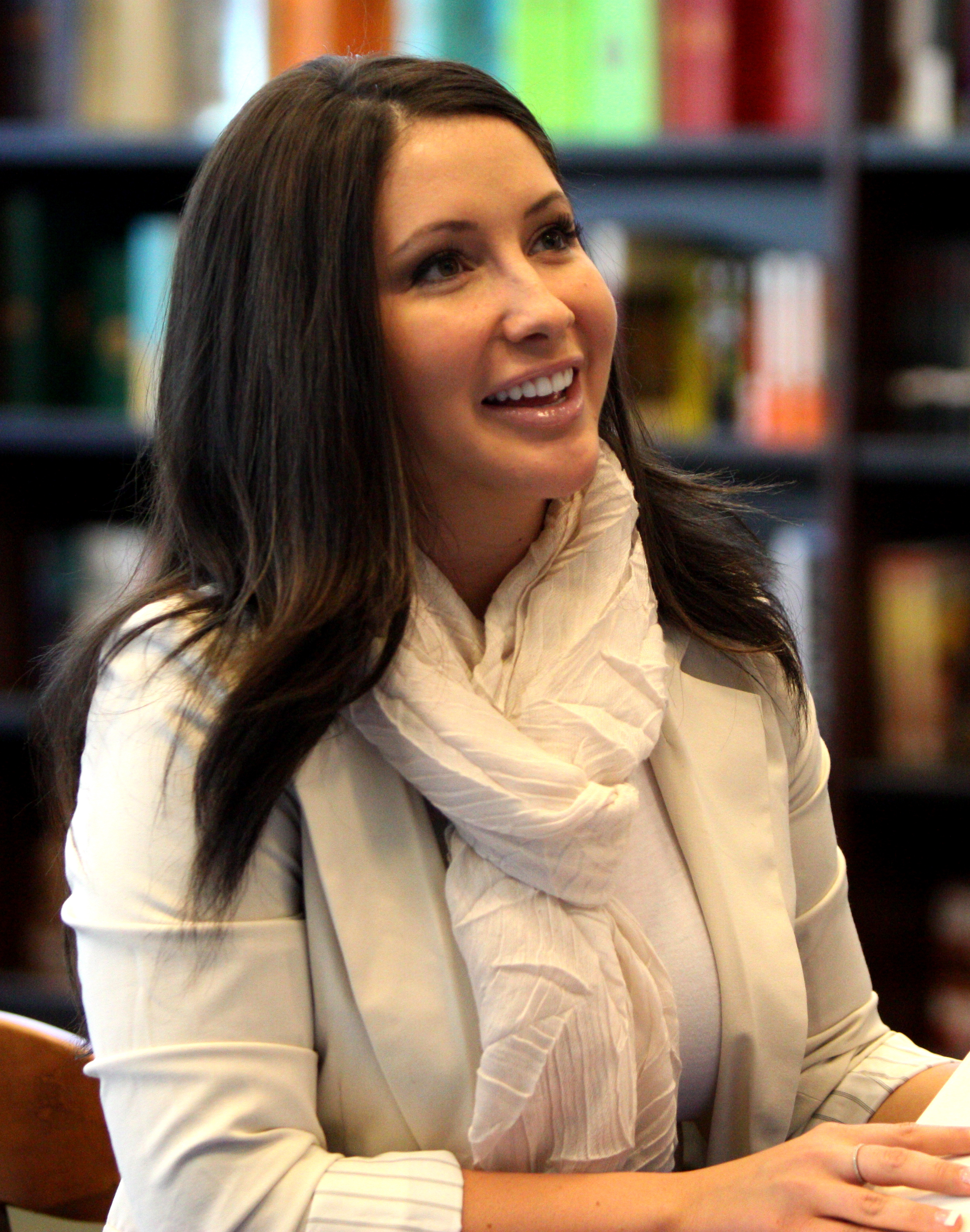
Bristol Palin
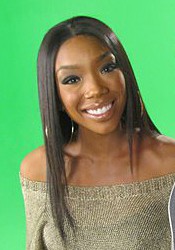
Brandy Norwood
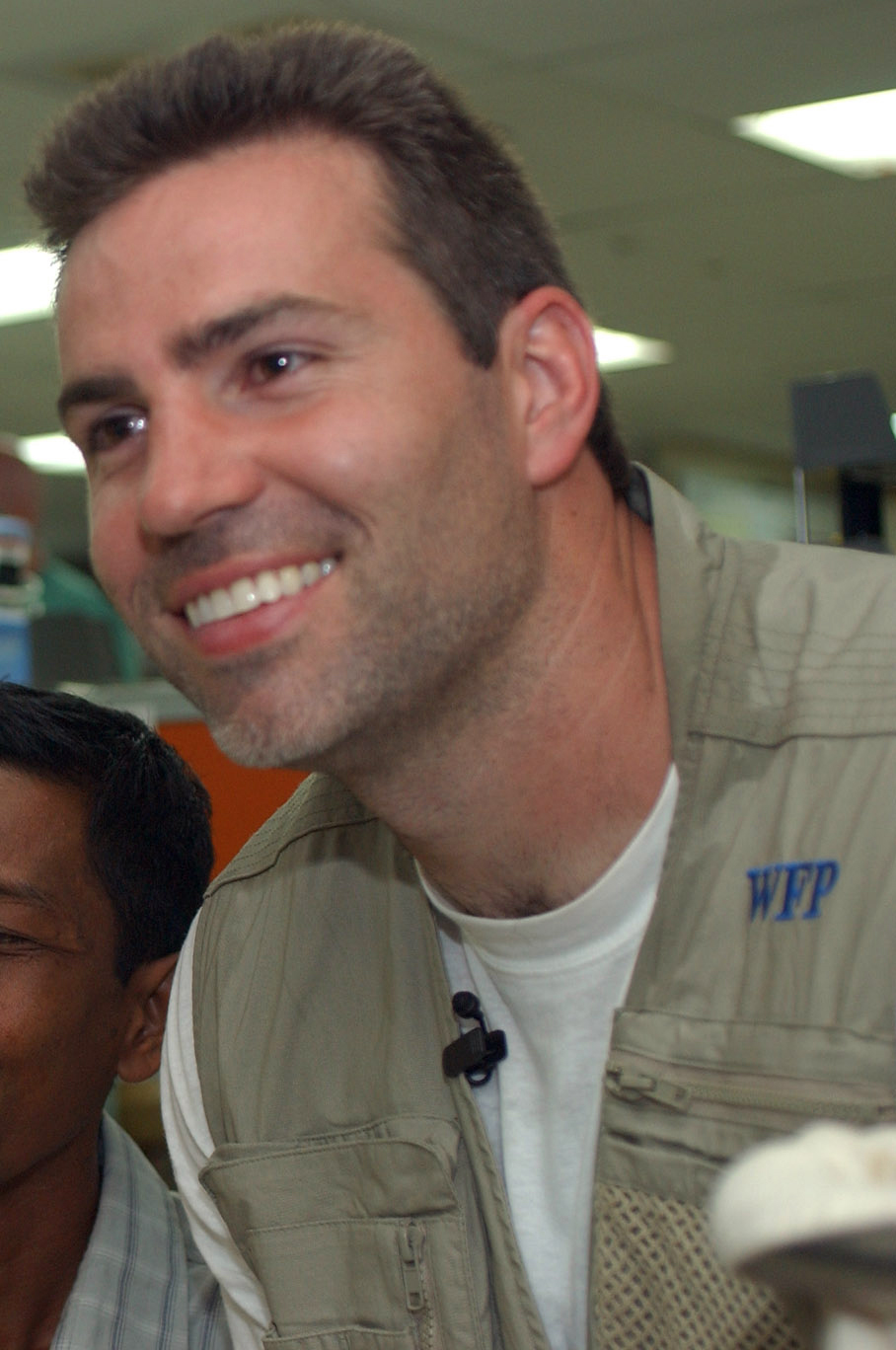
Kurt Warner
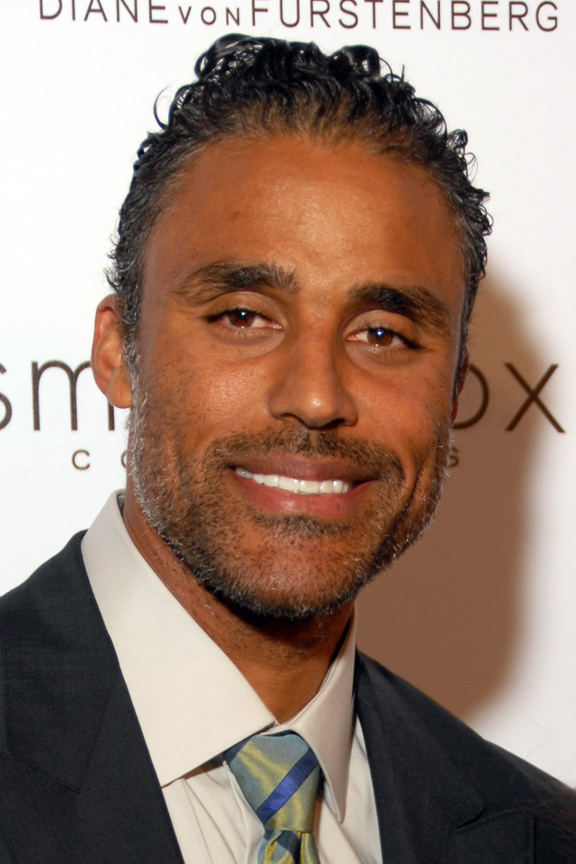
Rick Fox

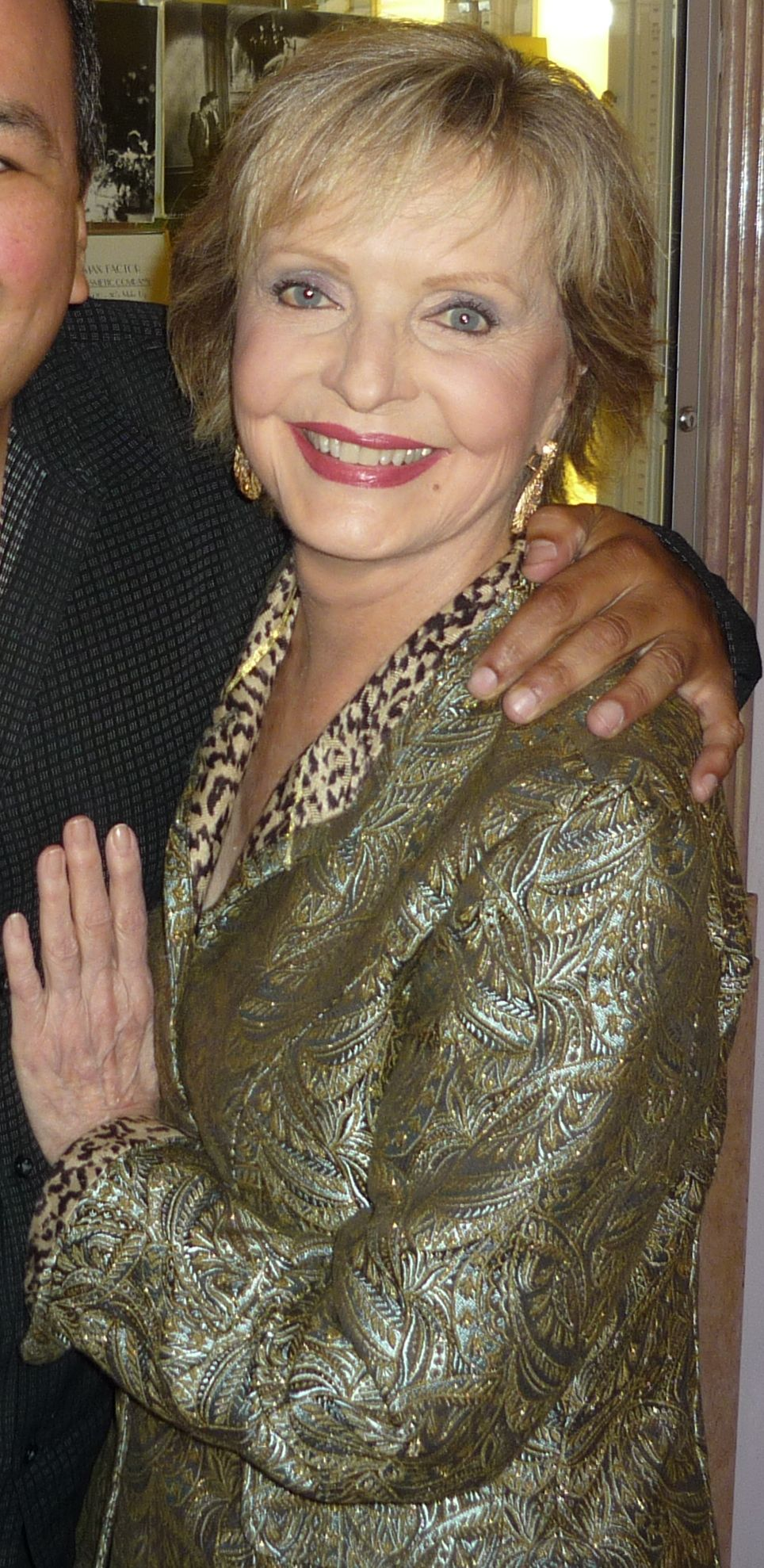
Florence Henderson
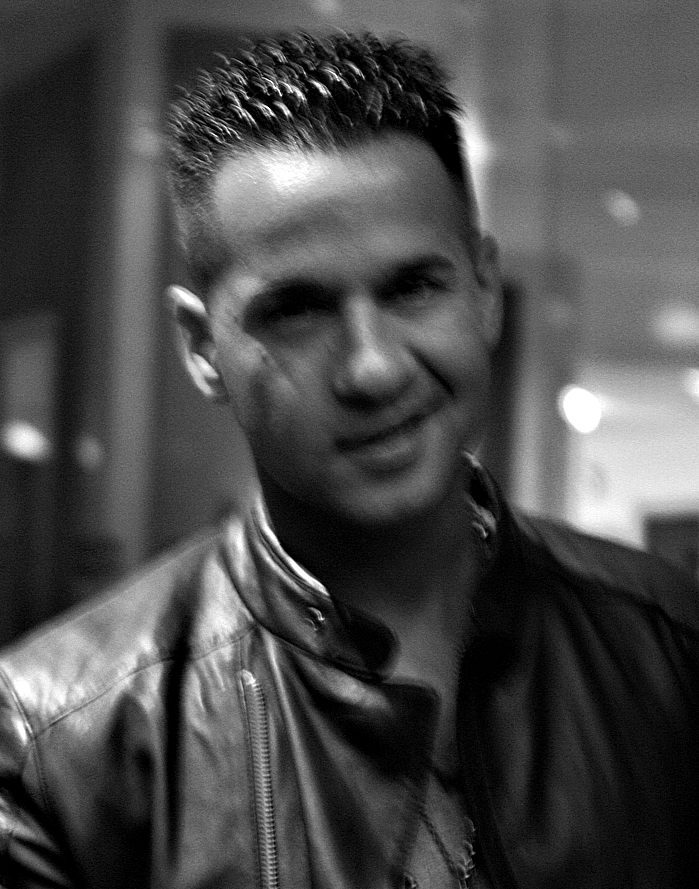
Michael Sorrentino
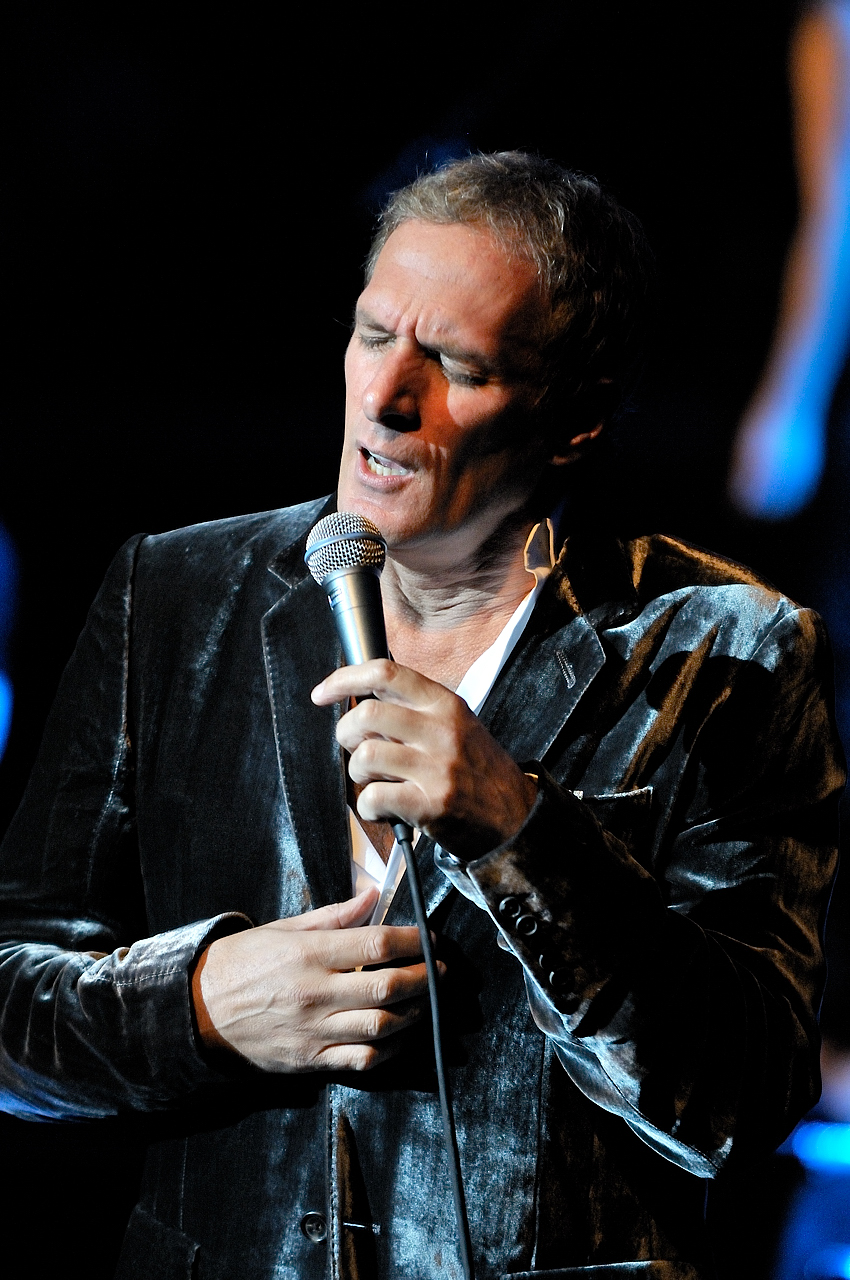
Michael Bolton
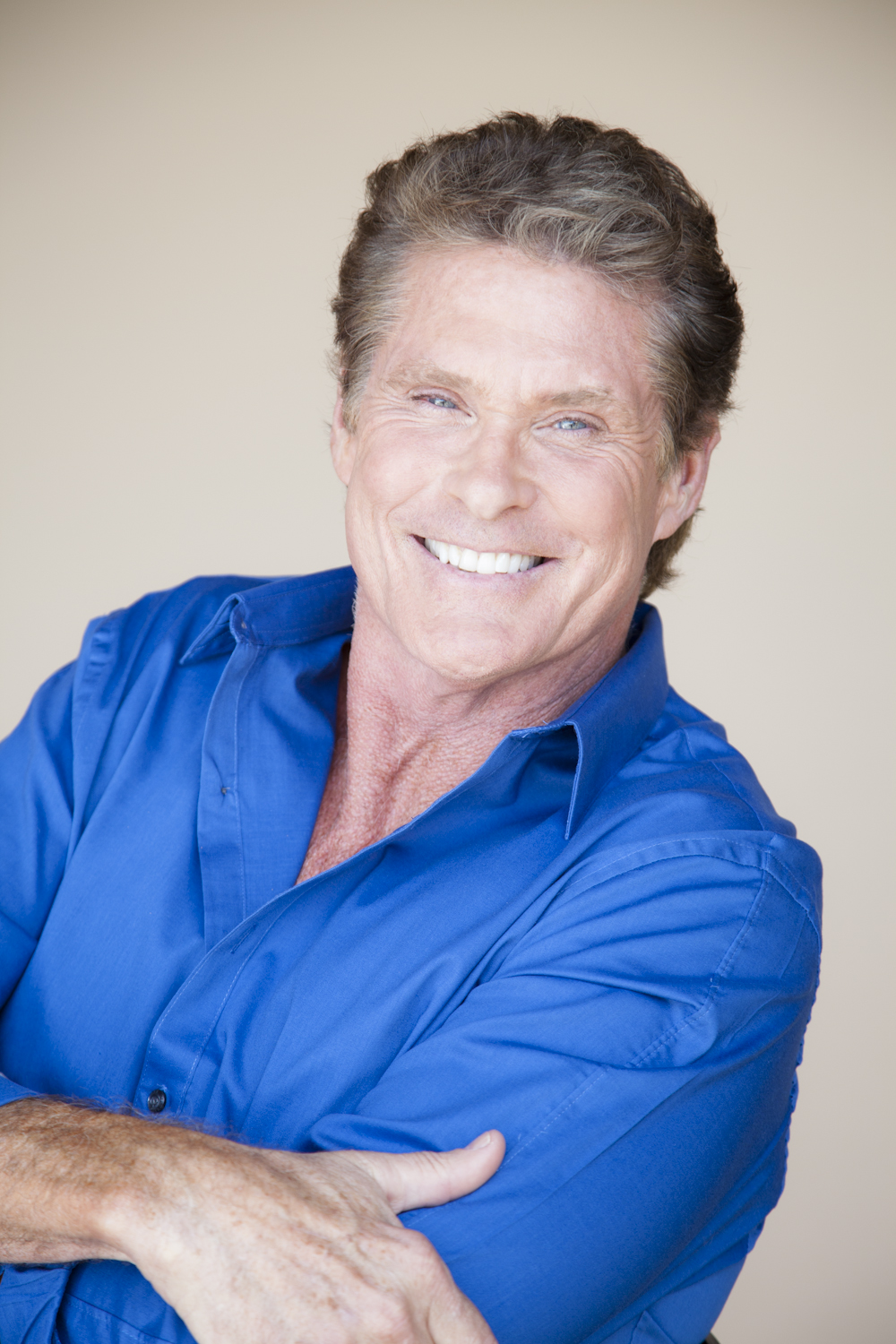
David Hasselhoff

## Scores
| Jennifer & Derek       | 1  | 24 | 24 | 24 | 27+29=56 | 25 | 20+9=29  | 27+37=64 | 27+30=57 | 30+30=60 | 30+30+30+28=118 |  |  |
| Kyle & Lacey           | 2  | 23 | 22 | 23 | 18+22=40 | 20 | 23+7=30  | 24+35=59 | 27+29=56 | 29+29=58 | 27+29+26+28=110 |  |  |
| Bristol & Mark         | 3  | 18 | 22 | 19 | 18+14=32 | 18 | 23+5=28  | 24+33=57 | 24+23=47 | 27+26=53 | 27+25+25+27=104 |  |  |
| Brandy & Maksim        | 4  | 23 | 21 | 24 | 22+26=48 | 27 | 26+10=36 | 27+37=64 | 29+28=57 | 27+30=57 |                 |  |  |
| Kurt & Anna            | 5  | 19 | 21 | 23 | 15+19=34 | 24 | 18+4=22  | 27+34=61 | 24+24=48 |          |                 |  |  |
| Rick & Cheryl          | 6  | 22 | 21 | 24 | 19+20=39 | 24 | 24+6=30  | 24+37=61 |          |          |                 |  |  |
| Audrina & Tony         | 7  | 19 | 23 | 26 | 24+22=46 | 23 | 24+8=32  |          |          |          |                 |  |  |
| Florence & Corky       | 8  | 18 | 19 | 20 | 17+18=35 | 21 |          |          |          |          |                 |  |  |
| The Situation & Karina | 9  | 15 | 18 | 20 | 12+16=28 |    |          |          |          |          |                 |  |  |
| Margaret & Louis       | 10 | 15 | 18 | 18 |          |    |          |          |          |          |                 |  |  |
| Michael & Chelsie      | 11 | 16 | 12 |    |          |    |          |          |          |          |                 |  |  |
| David & Kym            | 12 | 15 |    |    |          |    |          |          |          |          |                 |  |  |

Nombres rouge Le pire score du prime.
 Nombres vert  Le meilleur score du prime.
 Le couple éliminé à ce prime.
 Le dernier couple à être appelé (ils ne font pas le bottom two).
 Le couple vainqueur.
 Le couple qui finit deuxième.
 Le couple qui finit troisième.

### Moyenne
Ce tableau ne compte que les danses notées sur une échelle traditionnelle de 30 points.
| Classement par moyenne | Place | Couple                 | Total des points | Nombre de danses | Moyenne |
| ---------------------- | ----- | ---------------------- | ---------------- | ---------------- | ------- |
| 1                      | 1     | Jennifer & Derek       | 462              | 17               | 27.2    |
| 2                      | 4     | Brandy & Maksim        | 338              | 13               | 26.0    |
| 3                      | 2     | Kyle & Lacey           | 424              | 17               | 24.9    |
| 4                      | 7     | Audrina & Tony         | 161              | 7                | 23.0    |
| 5                      | 6     | Rick & Cheryl          | 205              | 9                | 22.8    |
| 6                      | 3     | Bristol & Mark         | 384              | 17               | 22.6    |
| 7                      | 5     | Kurt & Anna            | 238              | 11               | 21.6    |
| 8                      | 8     | Florence & Corky       | 113              | 6                | 18.8    |
| 9                      | 10    | Margaret & Louis       | 51               | 3                | 17.0    |
| 10                     | 9     | The Situation & Karina | 81               | 5                | 16.2    |
| 11                     | 12    | David & Kym            | 15               | 1                | 15.0    |
| 12                     | 11    | Michael & Chelsie      | 28               | 2                | 14.0    |

## Meilleurs et pires scores à chaque danse
Les meilleurs et les pires scores dans chaque danse selon les notes des juges sont les suivants:
| Danse           | Meilleur Candidat(e)                  | Meilleur score | Pire Candidat(e)                 | Pire score |
| --------------- | ------------------------------------- | -------------- | -------------------------------- | ---------- |
| Cha-cha-cha     | Jennifer Grey                         | 30             | Mike Sorrentino David Hasselhoff | 15         |
| Valse viennoise | Jennifer Grey                         | 30             | Margaret Cho                     | 15         |
| Jive            | Kyle Massey                           | 29             | Michael Bolton                   | 12         |
| Quickstep       | Brandy Norwood Rick Fox Jennifer Grey | 27             | Mike Sorrentino                  | 18         |
| Samba           | Kyle Massey                           | 29             | Margaret Cho                     | 18         |
| Valse           | Jennifer Grey                         | 30             | Florence Henderson               | 20         |
| Fox-Trot        | Brandy Norwood                        | 28             | Bristol Palin                    | 19         |
| Rumba           | Jennifer Grey                         | 30             | Bristol Palin                    | 14         |
| Tango argentin  | Brandy Norwood                        | 30             | Mike Sorrentino                  | 12         |
| Tango           | Jennifer Grey                         | 27             | Florence Henderson               | 21         |
| Paso doble      | Jennifer Grey                         | 30             | Kurt Warner                      | 18         |
| Freestyle       | Jennifer Grey                         | 30             | Bristol Palin                    | 25         |

Audrina Patridge est la seule célébrité à ne pas apparaître sur ce tableau.

## Meilleurs et pires scores de chaque couple
| Couples                | Meilleure(s) danse(s)                                                    | Pire(s) danse(s)                |
| ---------------------- | ------------------------------------------------------------------------ | ------------------------------- |
| Jennifer & Derek       | Rumba, Cha-cha-cha, Valse, Paso doble, Freestyle, & Valse Viennoise (30) | Paso doble (20)                 |
| Kyle & Lacey           | Jive, Samba, Tango Argentin & Freestyle (29)                             | Rumba (Technique) (18)          |
| Bristol & Mark         | Paso doble, Jive, & Cha-cha-cha (27)                                     | Rumba (Performance)(14)         |
| Brandy & Maks          | Tango Argentin (30)                                                      | Jive (21)                       |
| Kurt & Anna            | Quickstep, Tango, Valse & Cha-cha-cha (24)                               | Rumba (Technique) (15)          |
| Rick & Cheryl          | Quickstep (27)                                                           | Tango Argentin (Technique) (19) |
| Audrina & Tony         | Valse (26)                                                               | Cha-cha-cha (19)                |
| Florence & Corky       | Tango (21)                                                               | Rumba (Technique) (17)          |
| The Situation & Karina | Fox-Trot (20)                                                            | Tango Argentin (Technique) (12) |
| Margaret & Louis       | Jive & Samba (18)                                                        | Valse Viennoise (15)            |
| Michael & Chelsie      | Valse Viennoise (16)                                                     | Jive (12)                       |
| David & Kym            | Cha-cha-cha (15)                                                         | Cha-cha-cha (15)                |

## Scores et chansons à chaque prime
Scores individuels des juges dans le tableau ci-dessous (entre parenthèses) sont énumérés dans cet ordre de gauche à droite: Carrie Ann Inaba, Len Goodman et Bruno Tonioli

### Semaine 1
Dans l'ordre chronologique des danses.
| Couple                 | Score        | Danse           | Musique                                                    | Statut    |
| ---------------------- | ------------ | --------------- | ---------------------------------------------------------- | --------- |
| Audrina & Tony         | 19 (6, 7, 6) | Cha-cha-cha     | "California Gurls" – Katy Perry ft.Snoop Dogg              | Sauvée    |
| Kurt & Anna            | 19 (7, 5, 7) | Valse Viennoise | "This Ain't a Love Song" – Bon Jovi                        | Sauvé     |
| Kyle & Lacey           | 23 (8, 7, 8) | Cha-cha-cha     | "My First Kiss" – 3OH!3 ft. Ke$ha                          | En Danger |
| Rick & Cheryl          | 22 (8, 7, 7) | Valse Viennoise | "Crazy" – Aerosmith                                        | Sauvé     |
| Margaret & Louis       | 15 (5, 5, 5) | Valse Viennoise | "We Are the Champions" – Queen                             | Sauvée    |
| Brandy & Maksim        | 23 (7, 8, 8) | Valse Viennoise | "Cry Me Out" – Pixie Lott                                  | Sauvée    |
| Bristol & Mark         | 18 (6, 6, 6) | Cha-cha-cha     | "Mama Told Me (Not to Come)" – Tom Jones ft. Stereophonics | Sauvée    |
| Florence & Corky       | 18 (6, 6, 6) | Cha-cha-cha     | "Kiss Me, Honey Honey, Kiss Me" – Shirley Bassey           | Sauvée    |
| Michael & Chelsie      | 16 (6, 5, 5) | Valse Viennoise | "Life After You" – Daughtry                                | Sauvé     |
| The Situation & Karina | 15 (5, 5, 5) | Cha-cha-cha     | "Break Your Heart" – Taio Cruz                             | Sauvé     |
| Jennifer & Derek       | 24 (8, 8, 8) | Valse Viennoise | "These Arms of Mine" – Otis Redding                        | Sauvée    |
| David & Kym            | 15 (5, 5, 5) | Cha-cha-cha     | "Sex Bomb" – Tom Jones                                     | Éliminé   |

### Semaine 2
Dans l'ordre chronologique des danses.
| Couple                 | Score        | Danse     | Musique                                                         | Statut    |
| ---------------------- | ------------ | --------- | --------------------------------------------------------------- | --------- |
| Rick & Cheryl          | 21 (7, 7, 7) | Jive      | "Tush" – ZZ Top                                                 | Sauvé     |
| Florence & Corky       | 19 (7, 6, 6) | Quickstep | "Suddenly I See" – KT Tunstall                                  | Sauvée    |
| Brandy & Maksim        | 21 (7, 7, 7) | Jive      | "Magic" – B.o.B                                                 | Sauvée    |
| Michael & Chelsie      | 12 (4, 5, 3) | Jive      | "Hound Dog" – Elvis Presley                                     | Éliminé   |
| Audrina & Tony         | 23 (8, 8, 7) | Quickstep | "Love Machine" – Girls Aloud                                    | Sauvée    |
| Jennifer & Derek       | 24 (8, 8, 8) | Jive      | "Shake It" – Metro Station                                      | Sauvée    |
| Margaret & Louis       | 18 (6, 6, 6) | Jive      | "Dreaming" – Blondie                                            | Sauvée    |
| Kyle & Lacey           | 22 (8, 7, 7) | Quickstep | "(If You're Wondering If I Want You to) I Want You to" – Weezer | Sauvé     |
| Kurt & Anna            | 21 (7, 7, 7) | Jive      | "Danger Zone" – Kenny Loggins                                   | Sauvé     |
| The Situation & Karina | 18 (6, 6, 6) | Quickstep | "Americano" – The Brian Setzer Orchestra                        | En Danger |
| Bristol & Mark         | 22 (7, 8, 7) | Quickstep | "You Can't Hurry Love" – The Supremes                           | Sauvée    |